# Randolph (Wisconsin)
Pour les articles homonymes, voir Randolph.
Randolph est un village des comtés de Columbia et de Dodge, dans l'État du Wisconsin, aux États-Unis. En 2020, il comptait une population de 1 796 habitants.